# Słup (Lelkowo)
Słup (deutsch Schlepstein) ist ein Ort in der polnischen Woiwodschaft Ermland-Masuren und gehört zur Landgemeinde Lelkowo (Lichtenfeld) im Powiat Braniewski (Kreis Braunsberg), bis 1945 zum Kreis Heiligenbeil in Ostpreußen.

## Geographische Lage
Słup liegt an der Ostseite der Warnau (polnisch Warna) im Nordwesten der Woiwodschaft Ermland-Masuren, 24 Kilometer südöstlich der früheren und heute auf russischem Gebiet gelegenen Kreisstadt Heiligenbeil (russisch Mamonowo) bzw. 26 Kilometer südöstlich der heutigen Kreismetropole Braniewo (Braunsberg).

## Geschichte
Die erste urkundliche Erwähnung von Sygithen erfolgte im Jahre 1347. Der aus ein paar großen Höfen bestehende Ort wurde nach 1347 Swilgiten, nach 1414 Swulgiten, nach 1419 Swilgethen, nach 1427 Schleßdehnen, nach 1498 Schlepstienen und  vor 1785 bereits Schlepstein genannt.
Als eine Landgemeinde kam Schlepstein 1874 zum neuen Amtsbezirk Eichholz (polnisch Dębowiec) im ostpreußischen Kreis Heiligenbeil, Regierungsbezirk Königsberg. 60 Einwohner zählte Schlepstein im Jahre 1910.
Am 22. Dezember 1924 wurde ein Teil der Landgemeinde Schlepstein, nämlich die Besitzung des Rittergutsbesitzers Loreck-Popelken, in den Nachbargutsbezirk Weißels (polnisch Białobór, bis 2023 Wiślina) umgegliedert, und am 30. September 1928 schlossen sich die Landgemeinden Kildehnen (polnisch Kildajny) und Schlepstein zur neuen Landgemeinde Kildehnen zusammen.
In Kriegsfolge kam 1945 das gesamte südliche Ostpreußen zu Polen. Schlepstein erhielt in diesem Zusammenhang die polnische Namensform „Słup“ und ist heute eine Ortschaft innerhalb der Gmina Lelkowo (Landgemeinde Lichtenfeld) im Powiat Braniewski (Kreis Braunsberg), 1975 bis 1998 der Woiwodschaft Elbląg, seither der Woiwodschaft Ermland-Masuren zugehörig.

## Religion
Bei überwiegend evangelischer Einwohnerschaft war Schlepstein vor 1945 in das Kirchspiel der Kirche Eichholz (polnisch Dębowiec) in der Kirchenprovinz Ostpreußen der Kirche der Altpreußischen Union eingegliedert. Die fast ausnahmslos römisch-katholische Bevölkerung Słups gehört ebenfalls zu Dębowiec (Eichholz) und zu dem bisher evangelischen und jetzt der katholischen Kirche zugehörigen Gotteshaus, das dem Erzbistum Ermland untersteht.

## Verkehr
Słup ist von Kildajny (Kildehnen) und Przebędowo (Perbanden) aus auf Nebenstraßen zu erreichen. Das Dorf liegt östlich der früheren Bahnstrecke Königsberg (Preußen)–Allenstein, die nicht mehr befahren wird.